# Paweł Czubik
Paweł Czubik (ur. 14 grudnia 1973 w Jaśle) – polski prawnik, notariusz (do 2018) i nauczyciel akademicki, profesor nauk prawnych, profesor nadzwyczajny Uniwersytetu Ekonomicznego w Krakowie. W 2018 prezydent Andrzej Duda powołał go do pełnienia urzędu sędziego Sądu Najwyższego w Izbie Kontroli Nadzwyczajnej i Spraw Publicznych, lecz legalność tej nominacji jest przedmiotem kontrowersji. 

## Życiorys
W okresie szkolnym stypendysta Krajowego Funduszu na rzecz Dzieci. W 1996 ukończył studia prawnicze na Wydziale Prawa i Administracji Uniwersytetu Warszawskiego. W 2001 na podstawie rozprawy pt. Zasada wolnego handlu w prawie międzynarodowym uzyskał na Wydziale Prawa i Administracji Uniwersytetu Jagiellońskiego stopień naukowy doktora nauk prawnych w zakresie prawa, specjalność: prawo międzynarodowe publiczne. W 2012 na podstawie dorobku naukowego oraz rozprawy pt. Prawo dostępu do konsula na Wydziale Prawa i Administracji Uniwersytetu Śląskiego otrzymał stopień doktora habilitowanego nauk prawnych w zakresie prawa. W 2021 otrzymał tytuł profesora nauk prawnych. Laureat nagrody rektora UJ „Pro arte docendi” dla najlepszego wykładowcy.
W latach 2000–2013 był pracownikiem Wyższej Szkoły Administracji w Bielsku-Białej, a w latach 2001–2015 Instytutu Europeistyki Uniwersytetu Jagiellońskiego. W 2015 został profesorem nadzwyczajnym w Katedrze Prawa Cywilnego i Gospodarczego Uniwersytetu Ekonomicznego w Krakowie. Pracował jako notariusz w Krakowie, był członkiem Krajowej Rady Notarialnej IX kadencji (lata 2015–2018).
W latach 2013–2017 był w składzie Doradczego Komitetu Prawnego przy Ministrze Spraw Zagranicznych. 30 marca 2016 został powołany przez marszałka Sejmu Marka Kuchcińskiego w skład Zespołu Ekspertów do Spraw problematyki Trybunału Konstytucyjnego, który otrzymał za zadanie podjęcie kwestii związanych z zaistniałym w 2015 kryzysem wokół TK (zespół złożył raport 1 sierpnia 2016).
W 2018 w trakcie kryzysu wokół Sądu Najwyższego w Polsce zgłosił swoją kandydaturę na sędziego Sądu Najwyższego. 10 października 2018 prezydent Andrzej Duda powołał go do pełnienia urzędu sędziego Sądu Najwyższego, gdzie mimo kontrowersji związanych z nominacją w trakcie kryzysu wokół Sądu Najwyższego rozpoczął orzekanie. W 2022 r. złożył wniosek do I prezes SN o wyjaśnienie, czy oświadczenie 30 sędziów SN z 10 października 2022 r. o odmowie orzekania wspólnie z sędziami powołanymi do tego sądu w procedurze z udziałem Krajowej Rady Sądownictwa wybranej według nowych zasad wprowadzonych od 2018 r. -  może być równoznaczne ze zrzeczeniem się przez nich urzędu sędziowskiego. 

## Wybrane publikacje
- Legalizacja krajowa dokumentów – zagranicznych przeznaczonych do obrotu prawnego w Polsce – oraz krajowych przeznaczonych do obrotu prawnego za granicą (1998)
- Wolny handel towarami – podstawy międzynarodowoprawne regionalizmu handlowego (2002)
- Konwencja haska o zniesieniu wymogu uwierzytelniania zagranicznych dokumentów publicznych (2004, 2005)
- Prawo dostępu do konsula (w świetle prawa międzynarodowego, europejskiego, krajowego) (2011)[2]

## Odznaczenia
- Krzyż Oficerski Orderu Węgierskiego Zasługi – Węgry; 2024[14][15][16]